# Nelsonophryne aterrima
Nelsonophryne aterrima är en groddjursart som först beskrevs av Günther 1901.  Nelsonophryne aterrima ingår i släktet Nelsonophryne och familjen Microhylidae. IUCN kategoriserar arten globalt som livskraftig. Inga underarter finns listade i Catalogue of Life.